# Nîjnea Rudnea, Ovruci
Nîjnea Rudnea (în ucraineană Нижня Рудня) este un sat în comuna Sloboda din raionul Ovruci, regiunea Jîtomîr, Ucraina.

## Demografie
Componența lingvistică a localității Nîjnea Rudnea
     Ucraineană (94,32%)
     Belarusă (5,68%)
Conform recensământului din 2001, majoritatea populației localității Nîjnea Rudnea era vorbitoare de ucraineană (94,32%), existând în minoritate și vorbitori de belarusă (5,68%).